# Pfarrkirche Weißkirchen an der Traun

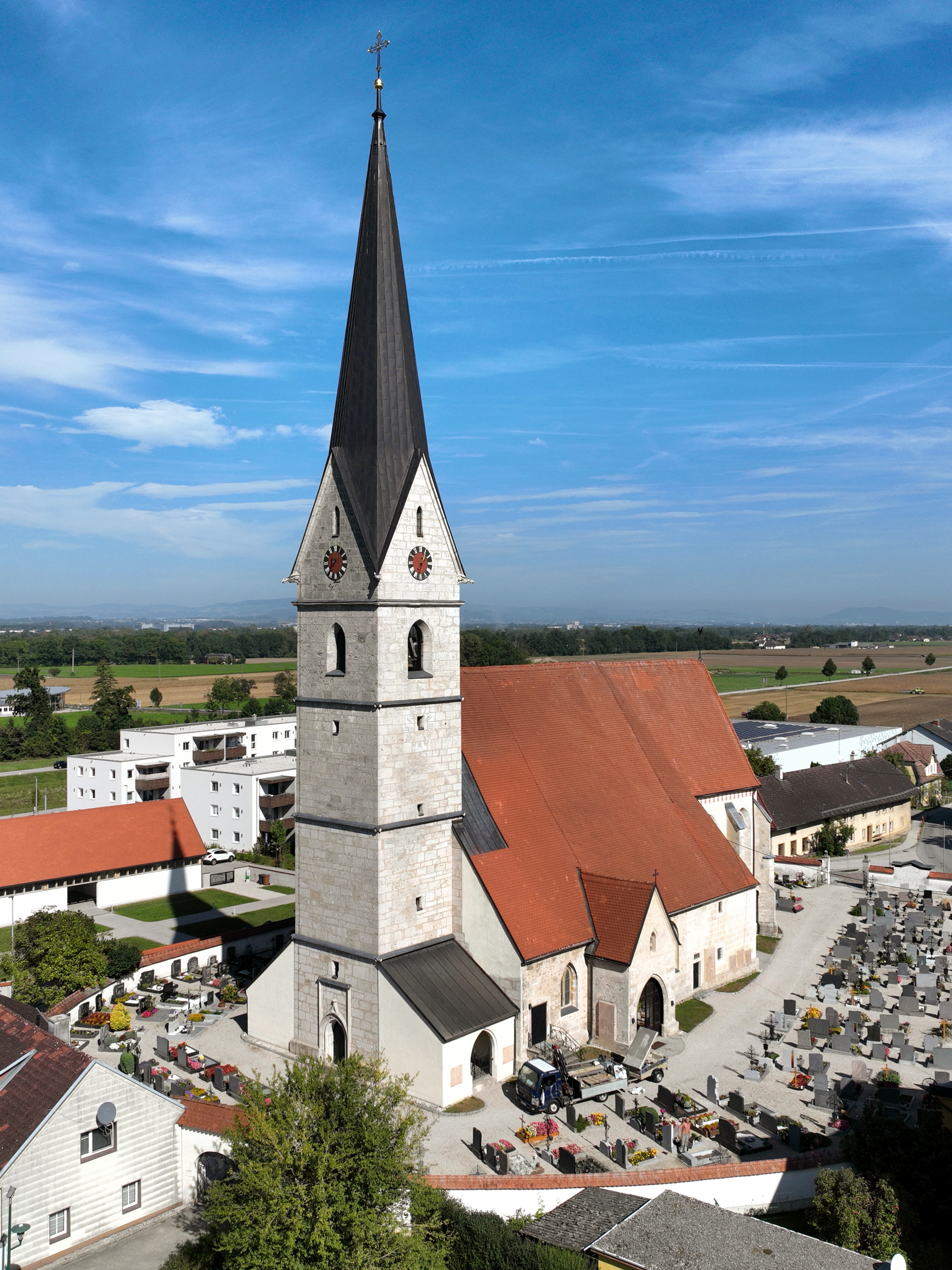
Pfarrkirche in Weißkirchen an der Traun

Die römisch-katholische Pfarrkirche Weißkirchen an der Traun steht in der Gemeinde Weißkirchen an der Traun im Bezirk Wels-Land in Oberösterreich. Sie ist dem Fest Mariä Himmelfahrt geweiht und gehört zum Dekanat Kremsmünster in der Diözese Linz. Der Kirchenbau und der Friedhof stehen unter  Denkmalschutz (Listeneintrag).

## Geschichte
Eine Kirche an diesem Ort wird 1179 erstmals urkundlich erwähnt. Der Bau der heutigen Pfarrkirche im spätgotischen Stil wurde um 1484 begonnen und um 1527 teilweise fertiggestellt. 1575 wurde eine Sakristei angebaut. Der Turm wurde 1629 vollendet. Dieser massive Glockenturm hatte ursprünglich einen steinernen Helm mit vier zierlichen Nebentürmen, erhielt jedoch im Jahr 1807 einen Zwiebelhelm. 1899 wurde der Kirchturm neugotisch gestaltet und erhielt Dreiecksgiebel, welche die Zifferblätter beherbergen, sowie ein achteckiges pyramidenförmiges Steildach mit 52 m Gesamthöhe. 1916 erfolgte die Abnahme der fünf bronzenen Kirchenglocken und des kupfernen Turmdaches. Eine provisorische Deckung mit Teerpappe bestand bis 1920, bis 1953 war das Turmdach mit Holzschindeln gedeckt.
Im Jahr 1961 erfolgte eine Innenrenovierung, die neugotischen Seitenaltäre kamen ab und wurden durch barocke Bilder mit den Darstellungen des Hl. Georg (links) und der Geburt des Herrn (rechts) ersetzt. 1968 wurde ein barocker Hochaltar aus St. Ägydy in Thalheim hierher transloziert. 1990 erfolgte eine große Innenrenovierung und Neugestaltung der Pfarrkirche. 2015 erfolgte eine aufwendige Außenrenovierung der Pfarrkirche sowie eine Runderneuerung des Kirchturmdaches, bei der eine Kupferdeckung aufgebracht und das renovierte Turmkreuz aufgesetzt wurden.

## Architektur

### Kirchenäußeres
Die Kirche ist eine spätgotische zweischiffige Hallenkirche. Die Fassade ist durch abgetreppte Strebepfeiler gegliedert. Der Westturm hat einen neueren Spitzhelm, das Läuthaus ist sternrippengewölbt. Das Süd- und Westportal sind spätgotisch und verstäbt. Das reich verstäbte Nordportal ist vermauert. Am Chor ist ein umlaufendes gemaltes Maßwerkfriesband. Im Süden schließt die Sakristei mit Kratzputzmalerei von 1575 an den Chor an. Am Chorschluss sind außen barocke Fresken der „Leiden Christi“ dargestellt. Sie wurden 1714 von Johann Georg Bergmiller gemalt und 1954 restauriert und teilweise neu gemalt.

### Kircheninneres

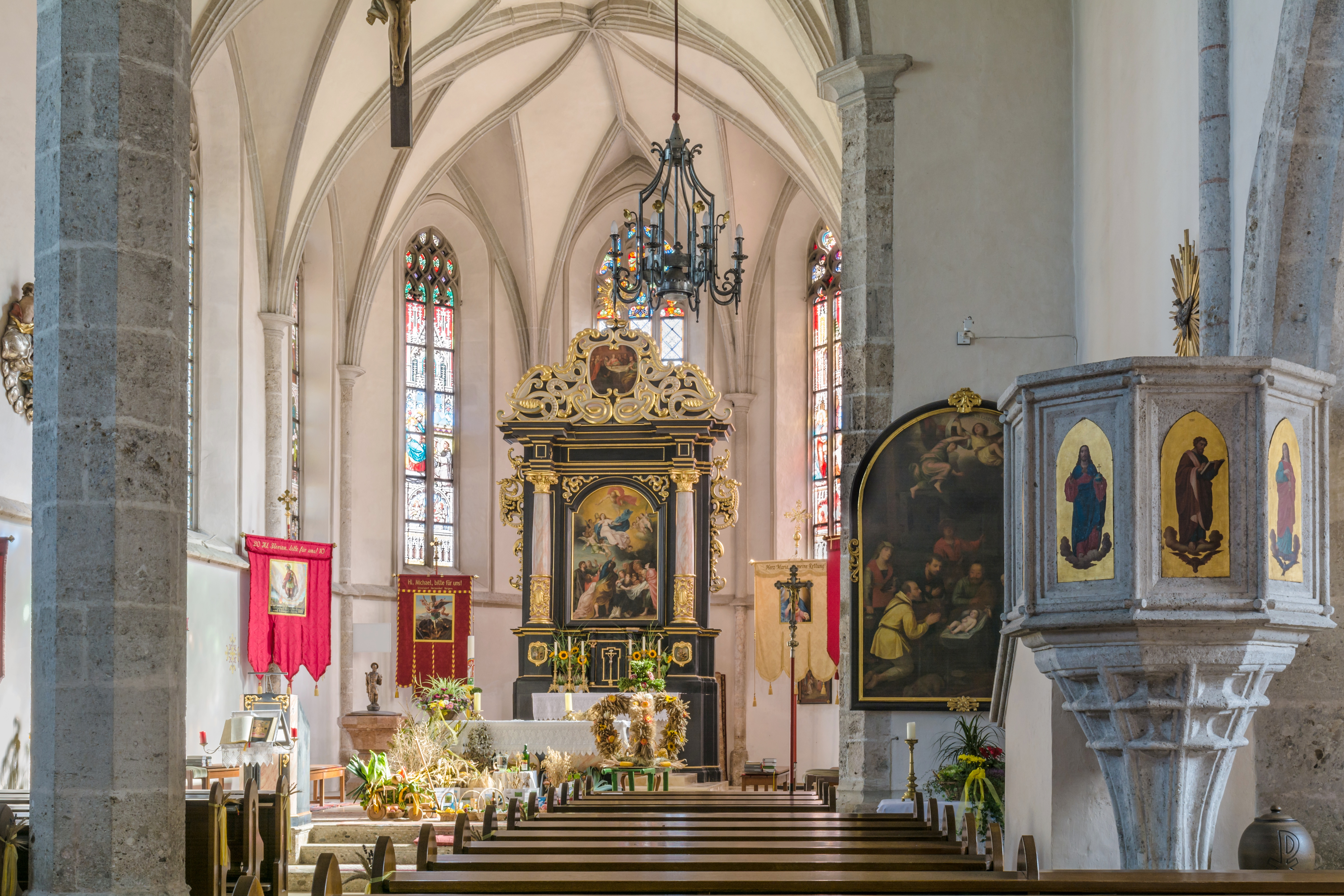
Innenansicht

Das netzrippengewölbte Langhaus ist vierjochig. Das Gewölbe ruht auf Achteckpfeilern mit Runddiensten. Das südliche Seitenschiff ist dreijochig. Darüber ist Sternrippengewölbe. Der eingezogene, weite Chor ist netzrippengewölbt. Das Gewölbe im Chor weist Schlingrippen auf. Der Chor ist im 3/8 geschlossen und wurde 1484 gebaut. Die Westempore ist drei Mal gebrochen und ruht auf einem Netzrippengewölbe.

## Ausstattung
Der spätgotische Kanzelfuß aus Stein stammt aus dem Jahr 1554. Im Läuthaus steht ein gotischer Taufstein. In der Kirche steht außerdem eine Marienkrönungsgruppe, die vom alten Hochaltar stammt. Sie wurde im zweiten Viertel des 18. Jahrhunderts geschaffen und 1954 restauriert. Ein Gemälde der Kreuzigung stammt aus dem zweiten Viertel des 18. Jahrhunderts. Auf dem Friedhof steht ein barockes Schmiedeisenkreuz.

## Orgel
Die Orgel aus 2024 mit 17 Registern wurde von Alois Linder in Nußdorf am Inn gebaut.

## Glocken
1922 erhielt die Pfarrkirche drei Stahlglocken mit den Tönen f1, a1 und c2. (Böhler, Kapfenberg). Die vierte Glocke (Sterbeglocke) Ton h2, stammt aus dem Jahre 1638 (Fitler, Linz) diese hing ursprünglich im Schmiedturm Wels.